# Confederação Brasileira de Boliche
A Confederação Brasileira de Boliche é uma entidade oficial que regulamenta a prática do boliche no Brasil.
Fundada em 1° de dezembro de 1993, pelo desmembramento da modalidade da Confederação Brasileira de Desportos Terrestres, é uma sociedade civil de caráter desportivo, sem fins lucrativos.
A CBBOL é reconhecida e vinculada ao Comitê Olímpico Brasileiro - COB.
O presidente é Guy Igliori na gestão 2017/2020.

## Federações
São fundadoras da CBBOL as seguintes entidades:
- Federação de Boliche do Rio de Janeiro
- Federação Paulista de Boliche
- Federação Mineira de Bolão e Boliche
- Federação de Boliche de Mato Grosso do Sul
- Federação de Boliche de Mato Grosso
- Federação Baiana de Boliche

Outras entidades filiadas posteriormente à CBBOL:
- Federação Paranaense de Boliche
- Federação de Bolão do Rio Grande do Sul
- Federação Capixaba de Boliche
- Federação Pernambucana de Boliche
- Federação Goiana de Boliche
- Federação Catarinense de Boliche